# Malmsbach
Malmsbach ist ein Gemeindeteil der Gemeinde Schwaig bei Nürnberg im Landkreis Nürnberger Land (Mittelfranken, Bayern). Malmsbach liegt in der Gemarkung Schwaig bei Nürnberg.

## Geografie
Das Dorf befindet sich etwa einen Kilometer westnordwestlich des Ortszentrums von Schwaig, unmittelbar nordöstlich der Autobahn Bundesautobahn 3. Der Übergang zu Schwaig ist fließend, beide Ortschaften sind heute praktisch zusammengewachsen. Im Norden verläuft die Pegnitz in ihrem Tal. Mehrere Gemeindestraßen verbinden Malmsbach mit Schwaig. Im Süden verläuft die Staatsstraße 2241, die zur Auffahrt Nürnberg-Mögeldorf (AS 87) auf die A 3 führt.

## Geschichte

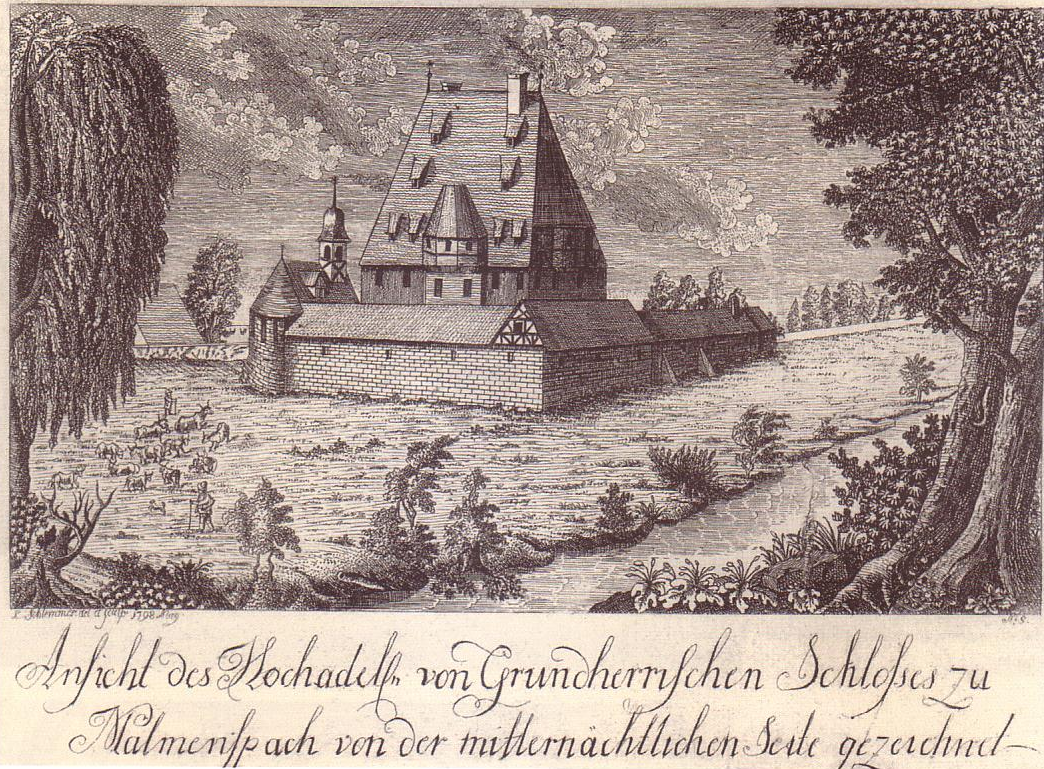
Schloss Malmsbach (18. Jh.)

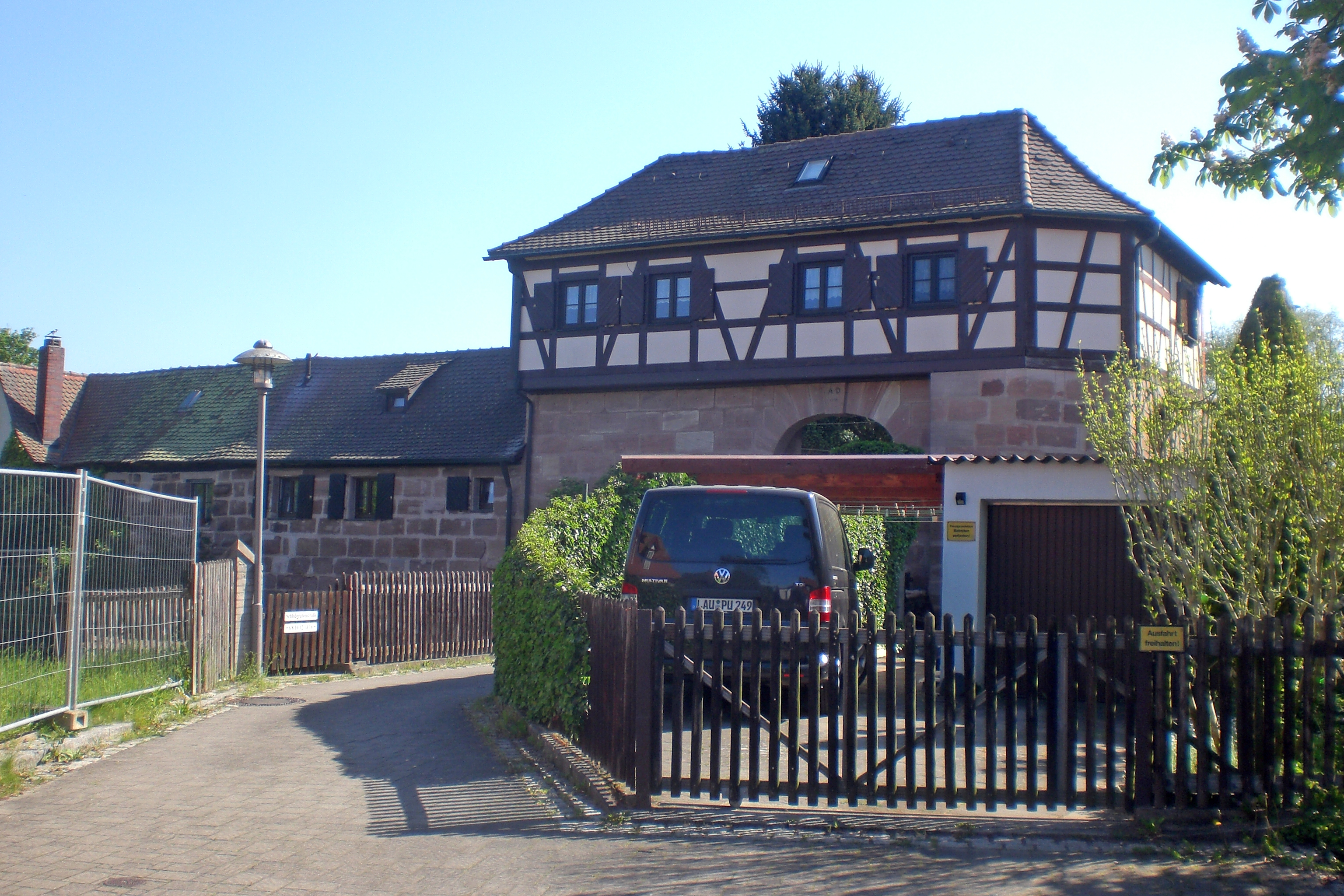
Schloss Malmsbach, erhaltenes Torhaus (2024)

Die schriftliche Ersterwähnung von Malmsbach geht auf einen Kaufvertrag aus dem Jahre 1323 zurück, bei dem der Ort zusammen  mit dem benachbarten Behringersdorf an den Burggrafen von Nürnberg überging.
Malmsbach gehörte zur ausgedehnten Herrschaft des Reichsministerialengeschlechts derer von Gründlach, die im 13. Jahrhundert ihre Stammburg Gründlach in Großgründlach errichtet haben. 1323 wird Malmsbach erstmals erwähnt, als Gottfried von Hohenlohe-Brauneck und seine Gemahlin Margaretha, geborene von Gründlach, ihre „Veste Malmspach“ und das Gut zu Behringersdorf für 240 Pfund Heller an Burggraf Friedrich IV. von Nürnberg verpfändeten, unter Vorbehalt der Wiedereinlösung binnen drei Jahren. 1326 mussten sie nicht nur Gründlach samt Zubehör, sondern auch Hohenstadt, Malmsbach („das halbs aigen ist und halp lehen ist von dem Reiche“) und das Reichslehen Behringersdorf endgültig an den Burggrafen verkaufen. Dieser setzte dort 1329 Heinrich II. „Vorcheimer von Almspach“ als Lehensmann ein. 1342 belehnten die Burggrafen die „Fischbecken“ aus Fischbach bei Nürnberg mit dem Besitz. Angeblich nannte sich dieser Zweig der Familie (vielleicht nach dem Verlust von Fischbach) auch „von Malmsbecken“.
Ab 1363 folgten verschiedene Nürnberger Bürger als Besitzer, beginnend mit den Pfinzing 1463–1482. Diese mussten sich gegenüber dem Rat der Reichsstadt verpflichten, die Burg immer nur an Nürnberger Bürger verkaufen und weder den gefütterten Graben noch die Mauern zu verstärken. Die Auflagen beruhen darauf, dass Malmsbach markgräfliches Lehen war, was eine „Öffnung“ des Sitzes zugunsten Nürnbergs im Kriegsfall verhinderte. Im Ersten Markgrafenkrieg plünderten und zerstörten die Nürnberger daher 1449 in ihrem ersten Kriegszug das von der Besatzung bereits geräumte Wasserschloss, denn der Burgherr Ulrich Rummel kämpfte auf Seiten des Markgrafen. Nach dem Krieg wurde er begnadigt und verkaufte 1455 Malmsbach an Ludwig von Eyb, den Rat des  Markgrafen Albrecht Achilles. 1463 veräußerte dieser die Burg an Ludwig Pfinzing, der mit dem Wiederaufbau begann.
Es folgten 1482 die Küfler, dann die Peringsdorfer, Haller und Straub, 1553 die Imhoff, 1607 die Tucher, 1631 die Fürer, 1642 Löffelholz von Colberg, 1739 Grundherr von Altenthann, bis 1832. Das Schloss war ein mehrgeschossiger massiver Wohnturm mit steilem Halbwalmdach und Zwerchhäusern auf allen Seiten; die gotische Kapelle war auf dem südöstlichen Eckturm der Ringmauer erbaut und barg innen ein Netzgewölbe und einen Altar aus dem 15./16. Jahrhundert. 1835 ließ neue Eigentümer, der Papierfabrikant Hahn aus Röthenbach an der Pegnitz, das Gut, das Schloss, die Kapelle und das äußere Torhaus abtragen, um die Steine für einen Neubau in Röthenbach zu verwenden. Erhalten sind ein gefütterter Graben mit Resten der Ringmauer aus Sandsteinbuckelquadern (14. Jahrhundert), jetzt zum Teil Außenmauer der um den Schlosshof gebauten Kleinhäuser, und ein 1948 renoviertes, aber stark verändertes Torhaus (Sandsteinquaderbau mit Walmdach, vorkragendem Fachwerkobergeschoss und Korbbogendurchfahrt aus dem 16./17. Jahrhundert). Ferner ein kleines Zinshaus (eingeschossiger Sandsteinquaderbau mit Satteldach und Fachwerkgiebel, dendrochronologisch datiert um 1710).
Mit dem Gemeindeedikt (frühes 19. Jahrhundert) wurde Malmsbach dem Steuerdistrikt Laufamholz und der Ruralgemeinde Laufamholz zugeordnet. Etwas später wurde Malmsbach an die neu gegründete Ruralgemeinde Schwaig überwiesen.

## Baudenkmäler
Neben anderen Baudenkmälern steht in Malmsbach das aus dem 14./15. Jahrhundert stammende Schloss.